# توبياس ليندهولم
توبياس ليندهولم (بالدنماركية: Tobias Lindholm) (و. 1977  م) هو كاتب سيناريو، ومخرج أفلام دنماركي.

## التعليم
تعلم في National Film School of Denmark ‏.

## وصلات خارجية
- توبياس ليندهولم على موقع IMDb (الإنجليزية)
- توبياس ليندهولم على موقع قاعدة بيانات الأفلام العربية
- توبياس ليندهولم على موقع قاعدة بيانات الأفلام العربية
- توبياس ليندهولم على موقع ألو سيني (الفرنسية)
- توبياس ليندهولم على موقع أول موفي (الإنجليزية)
- توبياس ليندهولم على موقع قاعدة بيانات الأفلام السويدية (السويدية)
- توبياس ليندهولم على موقع قاعدة بيانات الفيلم (الإنجليزية)
- توبياس ليندهولم على موقع كينوبويسك (الروسية)